# Avibrissosturmia lanei
Avibrissosturmia lanei är en tvåvingeart som beskrevs av Guimaraes 1983. Avibrissosturmia lanei ingår i släktet Avibrissosturmia och familjen parasitflugor. Inga underarter finns listade i Catalogue of Life.